# Ivan Mažar
Ivan Mažar  (Kutina, 1979.), kickbokser
Disciplinom kick-boxinga bavi se od 1989. godine. Nositelj je crnog pojasa 1. stupanj. 
Član je reprezentacije Hrvatske od 1994. godine. 

Državni je prvak u semi i light contactu do 63 kg 1994.; 1995.; 1996.; 1997.; 1998.; i 1999. godine. U full-contactu prvak je države 1994. i 1997. godine.
Osvajač je brončane medalje u light-contactu na Europskom prvenstvu 1994. 

1996. Godine na WAKO Svjetskom kupu osvojio je 3. mjesto u light-contactu.
Pobjednik je svjetskog kupa u light-contact-u do 69 kg u Piacenza 1999. godine. 
Od 1999-prešao u tae-kwon-do. Član je reprezentacije. 

Trenutačno je trener Tae-kwon-do kluba "Novska"!